# V'là la flotte
Pour plus de détails, voir Fiche technique et Distribution.
V'là la flotte (Two Tars) est un film muet américain réalisé par James Parrott, sorti en 1928.

## Synopsis
Stan et Ollie sont deux marins en permission. Ils aident deux jeunes femmes à récupérer des chewing-gums dans un distributeur qui s'est coincé, mais ils le cassent. Après que le vendeur a frappé les deux compères, les deux femmes le frappent en retour puis fuient avec les deux marins à bord de leur voiture.
Plus loin, un embouteillage se crée et, à partir d'une légère collision, plusieurs disputes s'enchaînent entre les automobilistes ; plusieurs voitures sont ainsi abîmées, voire détruites.
Un policier arrive ensuite et veut arrêter les deux marins. Ceux-ci parviennent à s'enfuir, avec plusieurs automobilistes en colère à leur trousse. Ils pénètrent alors avec leur véhicule dans un tunnel de chemin de fer d'où ils ressortent amochés par le passage d'un train, alors que toutes les voitures qui les suivaient ont préféré faire marche arrière face au train.

## Fiche technique
- Titre : V'là la flotte
- Titre original : Two Tars
- Réalisation : James Parrott
- Scénario : Leo McCarey (histoire) et H. M. Walker (intertitres)
- Photographie : George Stevens
- Montage : Richard C. Currier
- Société de production : Hal Roach Studios
- Société de distribution : Metro-Goldwyn-Mayer
- Pays d’origine :  États-Unis
- Langue originale : intertitres en anglais
- Format : noir et blanc - 35 mm - 1,37:1  -  muet
- Genre : comédie
- Longueur : deux bobines
- Dates de sortie : 
  - États-Unis : 3 novembre 1928

## Distribution
Source principale de la distribution :
- Stan Laurel : Stan, un marin
- Oliver Hardy : Ollie, un marin
- Edgar Kennedy : un automobiliste
- Thelma Hill (en) : la jeune fille brune
- Ruby Blaine (en) : la jeune fille blonde
- Harry Bernard : le chauffeur du camion
- Chet Brandenburg : un automobiliste
- Baldwin Cooke : un automobiliste
- Edgar Dearing (en) : le policier à moto
- Frank Ellis : un automobiliste
- Helen Gilmore : une automobiliste
- Charlie Hall : le commerçant
- Jack Hill : l'automobiliste avec un matelas
- Fred Holmes : un automobiliste
- Ham Kinsey : un automobiliste
- Sam Lufkin : un automobiliste / un piéton
- Retta Palmer : une automobiliste
- Lon Poff : un automobiliste
- Charley Rogers : l'automobiliste avec les ailes froissées
- George Rowe : un automobiliste
- Lyle Tayo : une automobiliste